# Venus vs Virus
Venus vs Virus (ヴィーナス ヴァーサス ヴァイアラス, Vīnasu Vāsasu Vaiarasu) est un manga de Atsushi Suzumi. Il a été adapté en série anime en 2007.
C'est l'histoire de deux jeunes filles : Lucia, une jeune fille au look loligoth (gothic lolita), qui a son œil gauche recouvert d'un bandeau ; et de Sumire, une jeune fille légèrement cruche.

## Début
Lucia se bat avec un drôle de monstre, et pendant le combat, perd une broche.
Sumire rentre tranquillement à l'internat où elle vit, et voit la broche par terre. Elle la prend, et se demande quelle pierre peut bien y être insérée. Seulement, elle se pique avec. Aussitôt elle porte le doigt à sa bouche pour sucer le sang, et là, tout bascule. Elle voit des monstres et des ombres par terre, et quand elle semble perdu, Lucia apparait. Sumire lui donne la broche, et Lucia l'entraine en courant, tout en lui expliquant qu'elle avait un don, qu'elle peut voir ces monstres, appelés « virus », « ceux qu'on ne voit pas » ou « forces démoniaques ». Sumire lui dit que c'est juste à l'instant, quand elle s'est piquée, qu'elle peut les voir, et Lucia lui explique que les virus ne s'attaquent qu'aux humains qui les voient, et ils leur arrachent leur âme, qu'ils appellent "fragments". Les humains attaqués par des virus deviennent des virus à leur tour. Un virus ne peut pas redevenir un humain, le seul moyen de s'en débarrasser est de les tuer avec des balles spéciales (des "vaccins"), remplies d'anticorps, fabriquées avec des virus, qui les dissolvent et ne font aucun mal aux humains. En théorie seulement…

## Histoire
Dirigeante d'une boutique de vêtements goth et de bijoux, Venus Vanguard, Lucia est en réalité (avec Sumire) ce que les virus appelle « une exterminatrice ». Les prospectus du magasins sont étranges : en apparence, ils sont normaux, mais ceux qui voient les virus ou qui ont des problèmes avec des virus peuvent voir et comprendre des caractères spéciaux en bas du prospectus.

## Les personnages
- Sumire : Une jeune fille « normale » en apparence, qui aimerait quelquefois tout oublier et continuer son ancienne vie tranquille. Elle aussi est née le 7 juillet, et on apprendra plus tard dans l'anime ce que cache ces deux naissances et cette mort simultanée (Lucia et Sumire ne sont pas nées la même année, Sumire est plus jeune que Lucia). Elle est la seule humaine à qui les balles spécial virus font quelque chose : elle se met en « mode Berserker », en un anti-virus vivant, en une tueuse. Le seul problème, c'est qu'une fois qu'elle a tué le virus, les anti-corps agissent toujours, et elle a failli tuer Lucia plusieurs fois.

- Lucia : Belle, froide, elle a perdu sa mère lorsqu'elle était petite, le jour de son anniversaire, le 7 juillet. Dans le fond, elle est plutôt gentille. Son bandeau cache un œil jaune, qui a d'étranges pouvoirs. Elle déteste son père, elle croit qu'il a tué sa mère (ce qui, dans un sens, est vrai).

- Nahashi : C'est le « père » de Lucia. Il le dit lui-même : « Lucia, je suis ton père, et ce même si nous n'avons pas le même sang ». Ancien ami de Lilith, la mère de Lucia, et de Lucif, le père de la jeune fille.

- Lola : Elle est une jeune fille, adorant le chocolat (elle en mange en permanence et vante ses bienfaits). Apparemment, elle est une poupée créée pour observer (son deuxième but étant de manger du chocolat). Elle est très enjouée. Elle a une jumelle, Layla, partie au service de Lucif après la mort de Lilith. À la fin des épisodes, c'est Lola qui parle. Sa phrase préférée, à la fin de chaque épisode : « Je vous exterminerai doucement », avec quelques variantes : « Là, j'aurai plus le temps de faire ça doucement ! »

- Lilith : La mère de Lucia, morte le 7 juillet, pour les 3 ans de sa fille.

- Lucif : Le père de Lucia, qu'elle déteste. C'est une sorte de virus, mais il conserve son apparence humaine. Il est à la recherche de fragments, et voulait celui de Lilith (c'est d'ailleurs pour ça qu'elle est morte). Il traque sans relâche sa fille et Sumire, pour d'étranges raisons. Du fait de son statut mi-virus, mi-humain, Lucia a hérité de quelques caractéristiques de son père, ce qui l'énerve au plus haut point.

- Lyla : Poupée jumelle de Lola, partie au service de Lucif et de Madame Sonoka après la mort de Lilith, tandis que sa jumelle est restée avec Nahashi. Elle aussi a été créée pour observer, et son deuxième but est de manger des bonbons. Jeune fille énigmatique, elle s'associe avec Lola et les fantômes de Lilith et de Nahashi pour empêcher Lucif d'intervenir dans le combat qui opposera Sumire et Lucia.

## Manga
Auteur : Atsushi Suzumi.
Série en huit tomes, terminée au Japon et en France.
- Sur le premier : Lucia
- Sur le deuxième : Sumire
- Sur le troisième : Lukas
- Sur le quatrième : Layla
- Sur le cinquième : Lola
- Sur le sixième : Sonoka
- Sur le septième : Yoshiki
- Sur le huitième : Lucia et Sumire

## Anime

### Musiques
Générique d'ouverture
- « Bravin'bad brew » interprété par Riryka

Générique de fin
- « Shijun no Zankoku » interprété par Yousei Teikoku